# Analamanga

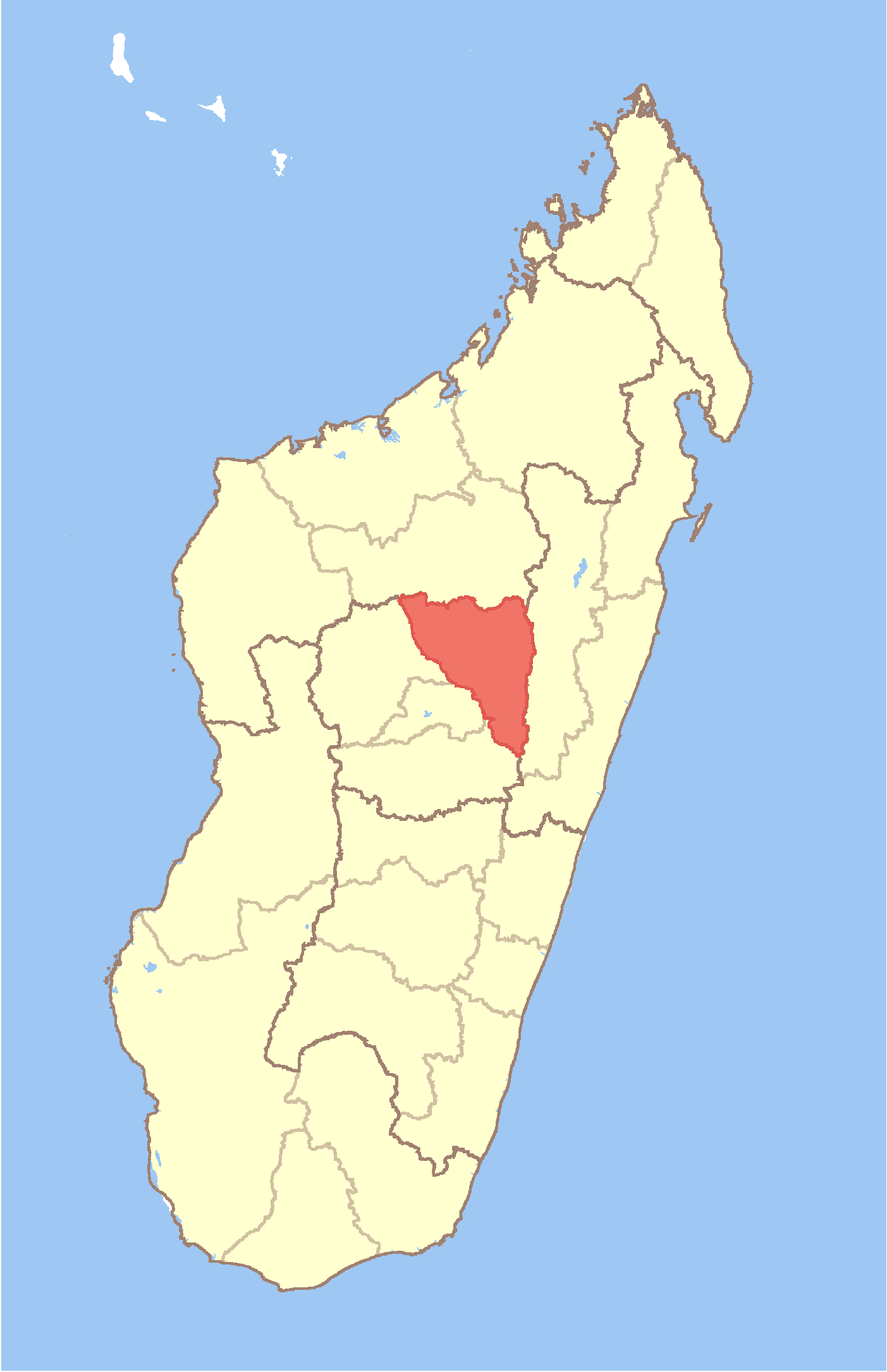
Localisation de la région d'Analamanga à Madagascar.

Analamanga est l'une des vingt-trois régions de Madagascar. Elle est située dans la province d'Antananarivo, dans le centre de l'île. La région est limitée au Nord par la région de Betsiboka ; à l'Est par la région d'Alaotra Mangoro ; au Sud par la région de Vakinankaratra et à l'Ouest par les régions d'Itasy et de Bongolava

## Géographie
Son chef-lieu est Antananarivo, la capitale du pays,.
La population est composée essentiellement de Merina. Mais on y trouve une frange non négligeable des migrants de toutes les ethnies de l'île. 
La population de la région est estimée à environ 2 650 000 habitants, en 2004, sur une superficie de 17 445 km2. En 2018 , la population compte 3 623 925 habitants, avec une densité démographique moyenne de 208,9 habitants par km²

## Cadre physique

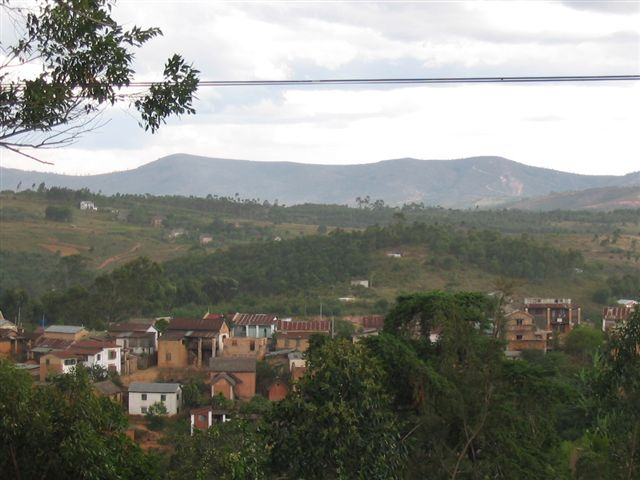
Anjozorobe et un lavaka

### Relief
Le relief  de la région se distingue par trois (3) ensembles :
- les hauts plateaux, au nord et l'ouest
- les collines, au centre
- des paysages très variés, à l'est

#### Hydrologie
La région dispose d'un réseau hydrographique bien reparti dans l'ensemble de son territoires. Situé dans la partie est ces deux 2 lacs constituent les principaux réservoirs d'eau de la région : Tsiazompaniry et Mantasoa  alimentant les deux centrales Hydro-Electrique de la région

##### Climatologie
Le climat de la région est caractérisé par l'alternance d'une saison pluvieuse et chaude , avec une saison fraîche et relativement sèche 

## Administration
La région de Analamanga est constituée de huit districts et 134 communes :
- District d'Ambohidratrimo : 25 communes
- District d'Andramasina : 12 communes
- District d'Anjozorobe : 18 communes
- District d'Ankazobe : 13 communes
- District d'Antananarivo-Atsimondrano : 26 communes
- District d'Antananarivo-Avaradrano : 14 communes
- District d'Antananarivo-Renivohitra
- District de Manjakandriana : 25 communes